# Hořící holubi
Hořící holubi je studiové album pražské hudební skupiny Psí vojáci. Jde o kompoziční album, skládá se ze šestnácti částí (na CD jsou však zapsány jen jako tři stopy). Autorem textu je Filip Topol. Deska byla nahrána roku 1996 v brněnském studiu Audio Line. Zvláštností je použití syntezátoru – Filip Topol, kromě podobné výjimky na albu Sestra, hraje vždy pouze na piano. Album vyšlo na CD a MC.

## Seznam písní
1. Kněz předběhl tramvaj – ještě nic neví – 6:14
2. „Vše uprostřed“ – 34:54
  - Veverka na stromě první vidí –
  - Krajina a hořící holubi
  - Město a nic
  - Údiv veverky a rozmluva se stromem
  - Slova Ducha
  - Píseň hořícího holuba
  - Veverka odchází
  - Slova Ducha
  - Město a šepoty
  - Muž vchází do města
  - Muž prochází městem
  - Muž vidí –
  - Muž se otáčí a vidí ženu
  - Muž jde k ní
3. Kněz se křižuje a tramvaj stojí – 3:00

## Složení
- Filip Topol – zpěv, slova, klávesy, piano, text
- David Skála – bicí nástroje, vibrafon, šepoty
- Luděk Horký – basová kytara, kytara, šepoty